# Ivan Rocha
Ivan Rocha Limas (São Paulo, 14 gennaio 1969) è un ex calciatore brasiliano, di ruolo difensore.

## Carriera
Cresciuto nel settore giovanile del San Paolo, esordisce in prima squadra nella stagione 1987.

## Palmarès

### Club

#### Competizioni statali
- Campionato paulista: 2

San Paolo: 1989, 1991

#### Competizioni nazionali
- Campionato brasiliano: 1

San Paolo: 1991

#### Competizioni internazionali
- Coppa Libertadores: 1

San Paolo: 1992